# Capton
Capton – wieś w Anglii, w hrabstwie Devon, w dystrykcie South Hams.